# Lago de Aixeus
El lago de Aixeus (en catalán estany d'Aixeus) es un lago de origen glaciar situado en el municipio español de Alins, en la provincia de Lérida, comunidad autónoma de Cataluña. Está integrado en el parque natural del Alto Pirineo. 
Situado a 2363 metros de altitud, al pie del circo glaciar del Monteixo, cuenta con una superficie de 3,8 hectáreas. 